# Pokken
Pokken of variola was een uiterst besmettelijke en levensbedreigende virusziekte die de mensheid millennia heeft geteisterd. Er wordt geschat dat er in het 18e-eeuwse Europa jaarlijks 400.000 dodelijke slachtoffers vielen door de pokken, en dat een derde van het aantal gevallen resulteerde in blindheid. Veel van degenen die een epidemie overleefden, beschikten daarna over voldoende afweer. Onder volken waar het virus onbekend was, had een besmetting desastreuse gevolgen, bijvoorbeeld in Amerika door de Columbiaanse uitwisseling.

## Virus
De ziekte wordt veroorzaakt door het pokkenvirus. Er zijn twee soorten: de minder gevaarlijke Variola minor en de bij niet-ingeënten meestal dodelijke Variola major. Er zijn ook diverse verwante dierlijke virussen, met name het koepokvirus, dat vaccinia (koepokken) veroorzaakt. Het doormaken van koepokken geeft een mens bescherming tegen pokken. Daartegen kon men zich door bewuste besmetting met koepokken dus beschermen; de term vaccineren is dan ook afgeleid van het Latijnse woord vacca (koe).

## Vaccinatie
Nederlands onderzoek naar vaccinatie tegen pokken werd uitgevoerd door Herman Salomon Frenkel, Gerard Martinus van Waveren en Jacoba Kapsenberg. In Nederland werden vanaf 1953 met name militairen verplicht zich te laten vaccineren tegen pokken via de Wet Immunisatie Militairen.
Gevaccineerden kregen een certificaat van inenting, een zogenaamd "pokkenbriefje".
Sinds de tweede helft van de jaren zeventig is de ziekte door een uitgebreide wereldwijde vaccinatiecampagne niet meer voorgekomen. Pokken was het eerste virus dat door de moderne wetenschap is uitgeroeid, en ook het enige, totdat op 14 oktober 2010 de runderpest uitgeroeid verklaard werd.

Dit was alleen mogelijk doordat:
1. er een effectief vaccin bestaat;
2. er geen symptoomloze dragers van de ziekte zijn en
3. er geen dierlijk reservoir bestaat van de ziekteverwekker.

De genetische structuur van het pokkenvirus is inmiddels geheel bekend en blijkt bij bestudering wetenschappelijk zeer interessant te zijn. In enkele laboratoria wordt het virus nog bewaard. Het laatst bekende geval van pokken in de wereld heeft zich voorgedaan in Engeland in september 1978, toen Janet Parker, een fotografe bij de medische faculteit van de universiteit van Birmingham de ziekte had opgelopen en eraan was overleden. Er was op dat moment in dat gebouw een pokken-onderzoeksproject gaande. De exacte besmettingsweg is echter nooit gevonden. Enkele jaren daarvoor, in 1972, heeft zich in Joegoslavië de laatste epidemie van wilde pokken in Europa voorgedaan.

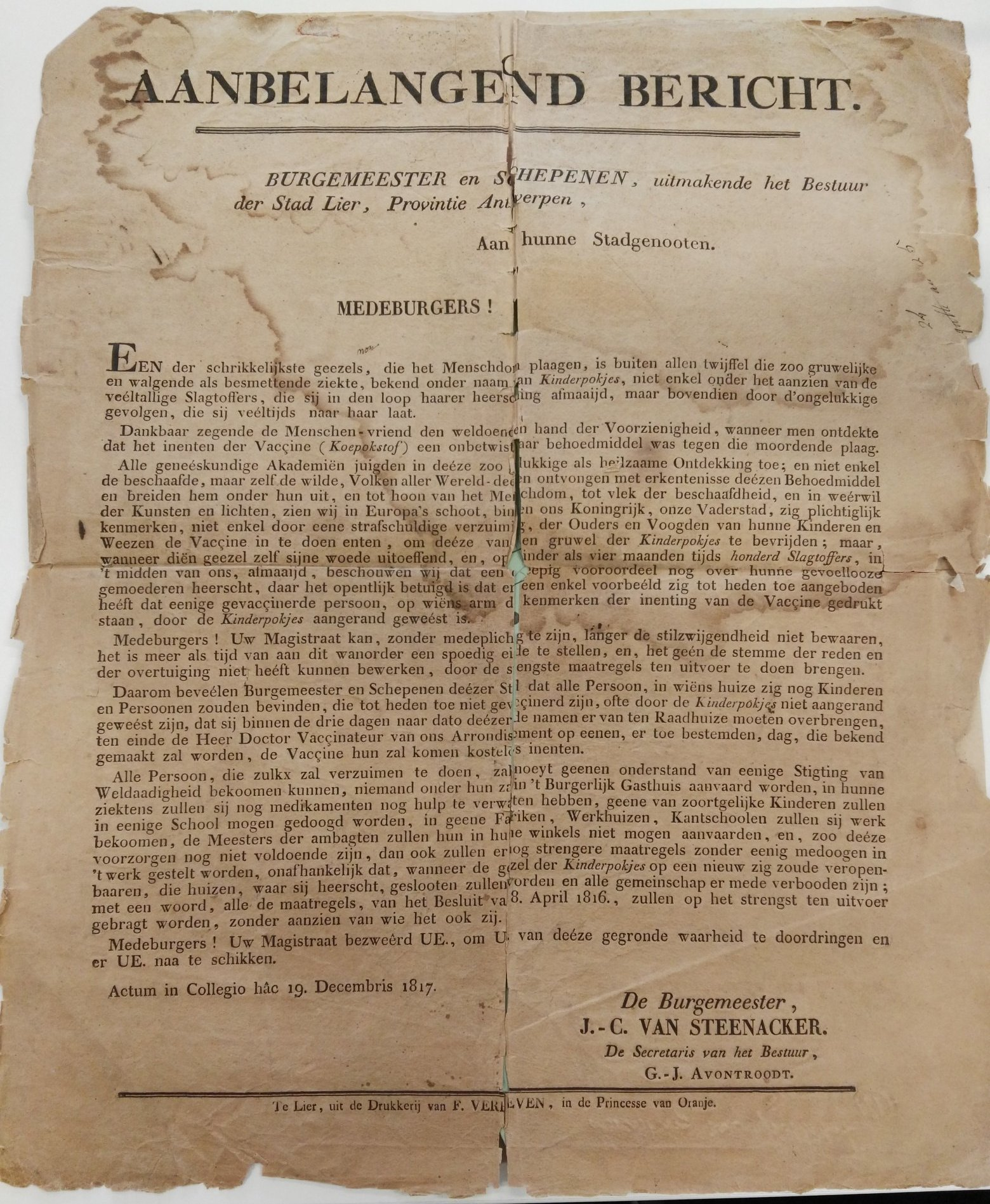
Oproep tot inenting tegen pokken door de gemeente Lier (1817)
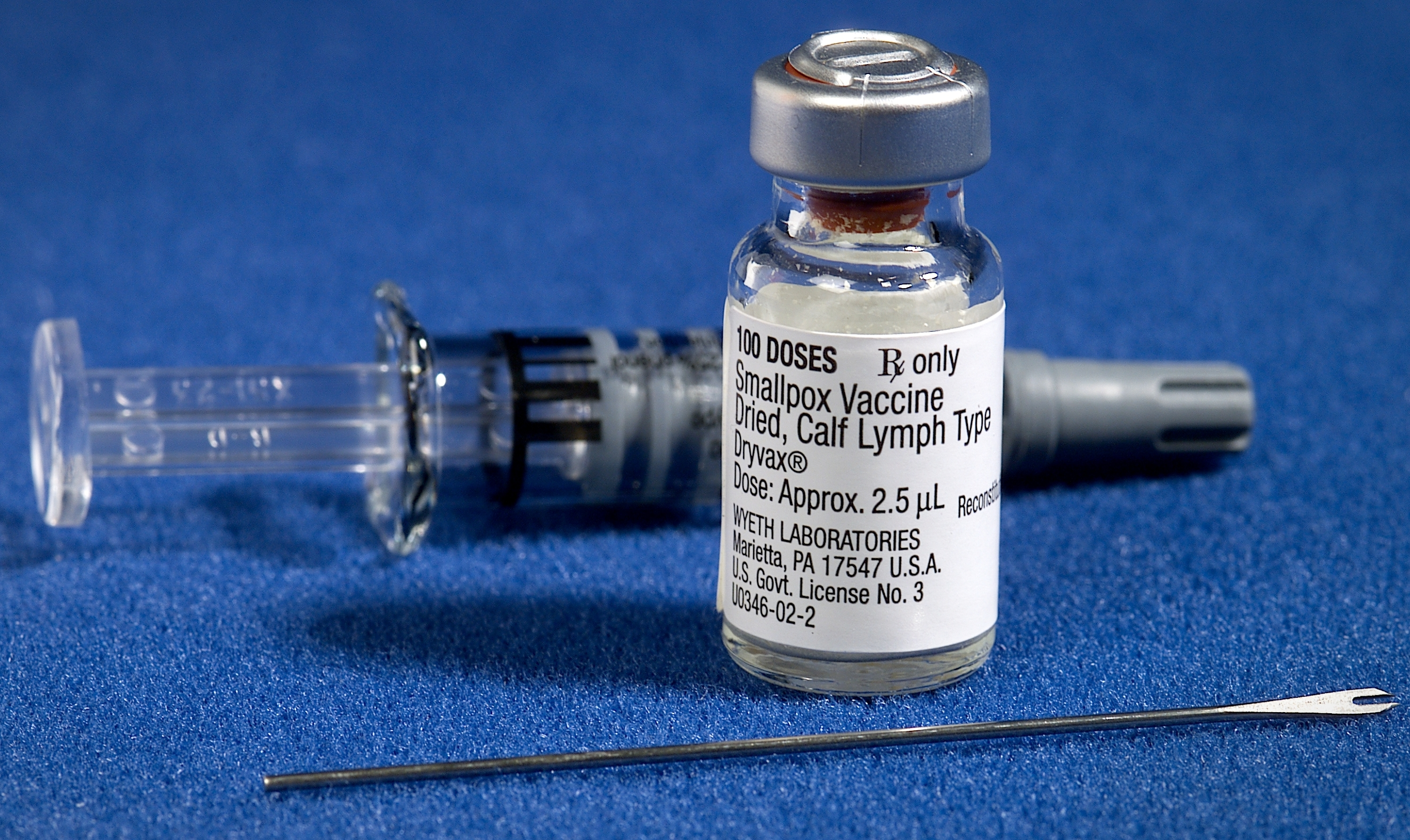
Een flesje met het pokken-vaccin en de bijbehorende gevorkte naald
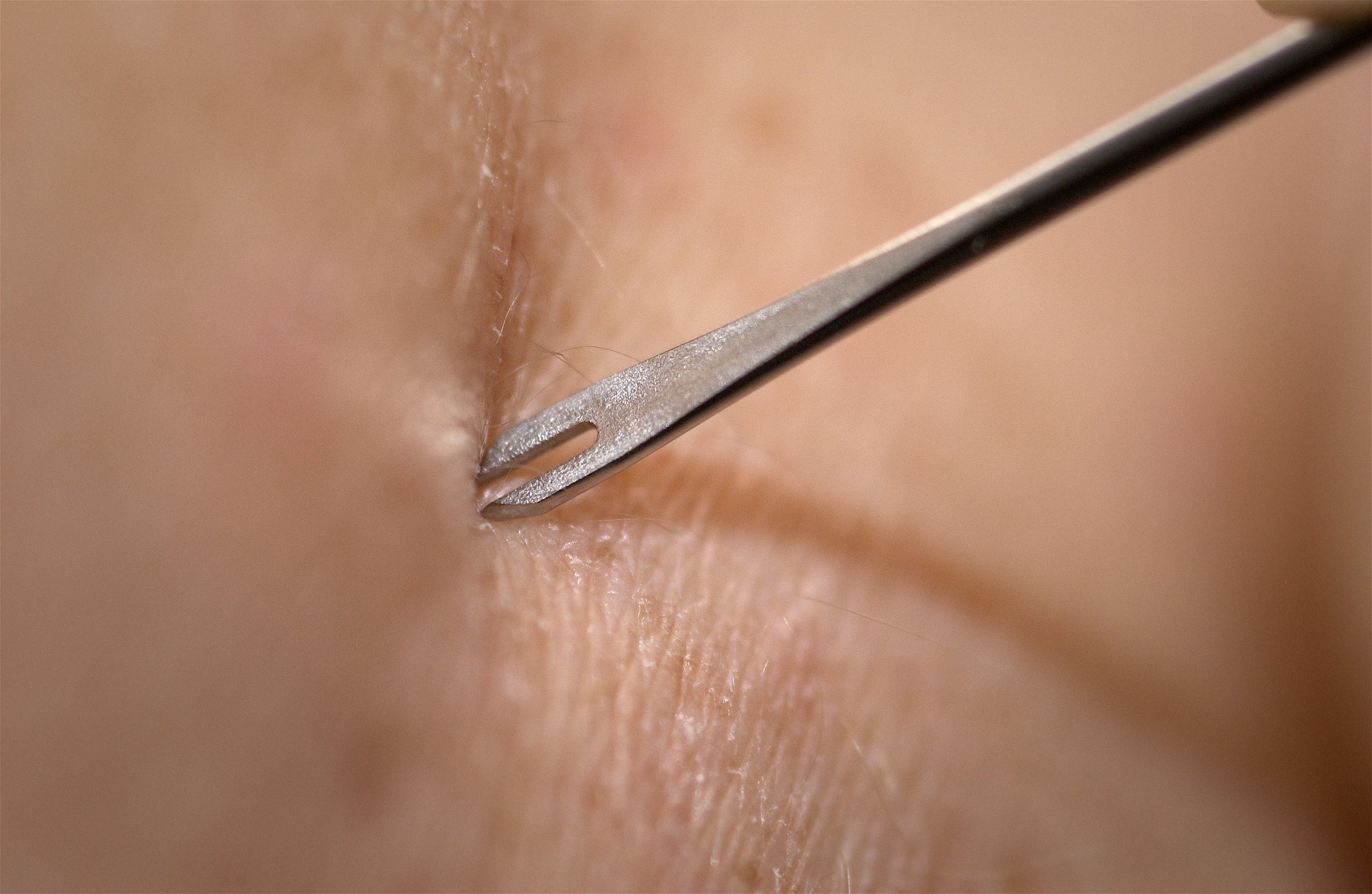
Gebruik van een gevorkte naald
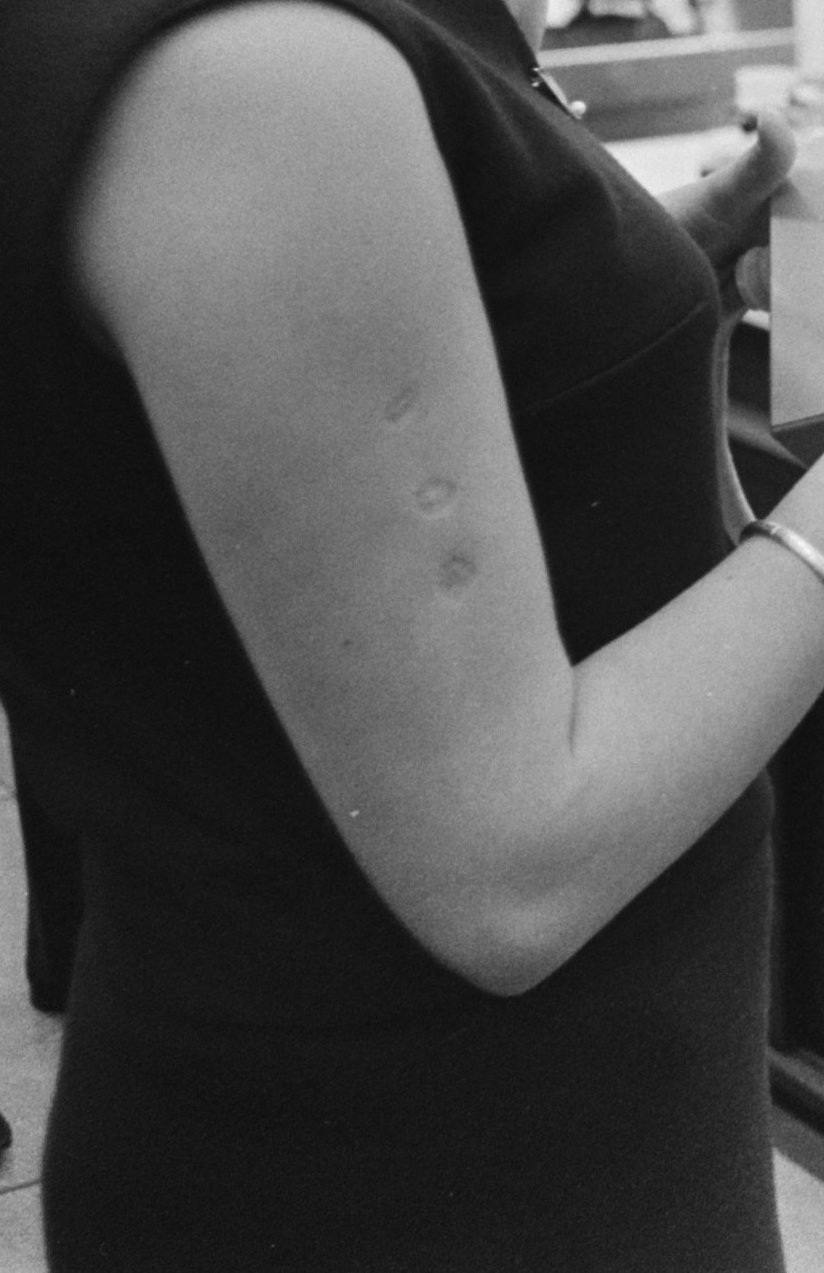
Littekens van een pokkeninenting
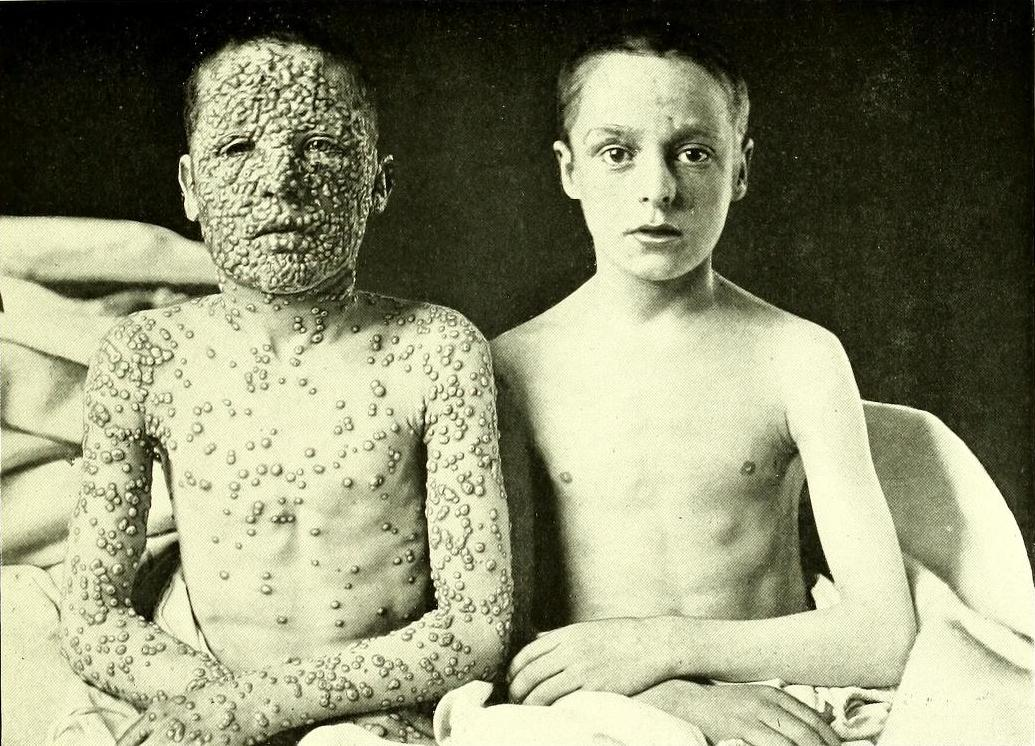
Gevaccineerde en niet-gevaccineerde jongen met pokken (Allan Warner, ca. 1901)

## Geschiedenis
Pokken kwamen epidemisch voor en maakten in golven grote aantallen slachtoffers in de middeleeuwen en daarna. De ziekte was een belangrijke doodsoorzaak: rond de 30% van de besmette personen overleed eraan, inclusief verschillende monarchen. Lodewijk XV stierf aan pokken. Jozef Stalin liep de ziekte in zijn jeugd op en liet de littekens die achterbleven op foto's wegretoucheren. George Washington, Abraham Lincoln en keizer Kangxi van China hebben de ziekte eveneens gehad. De ziekte werd gekenmerkt door hoge koorts en grote aantallen blaasjes op de huid, die anders dan bij waterpokken, vooral op de ledematen waren geconcentreerd.
Men zou kunnen zeggen dat de pokken de geschiedenis ingrijpend hebben beïnvloed. De Spanjaarden konden zich mede zo gemakkelijk meester maken van de Azteken- en Incarijken doordat de Spaanse veroveraars door de pokken werden vergezeld, waardoor de Indiaanse bevolking, die geen enkele weerstand had, werd gedecimeerd. Toen Hernán Cortés op de Mexicaanse kust landde, bestreed hij een rivaliserend legertje conquistadores, waarin zich een besmette soldaat bevond. Deze soldaat besmette een van Cortés' eigen soldaten. De soldaat overleed toen Cortés' leger zich uit Tenochtitlan weg moest vechten, maar in de schermutselingen raakten de Azteken besmet. Toen de stad een jaar later viel, had zich een enorme epidemie voorgedaan die het grootste deel van de bevolking had gedood. De overlevenden waren te verzwakt om zich te verdedigen.
Na de val van Tenochtitlan in 1521 verplaatste het virus zich zuidwaarts, naar het Incarijk. Eerst de kroonprins Ninan Cuyochi en daarna de Incakeizer Huayna Capac raakten besmet en overleden aan de ziekte, waardoor een burgeroorlog tussen zijn zonen Atahualpa en Huáscar uitbrak. Intussen verspreidden de pokken zich in een recordtempo via het geavanceerde wegennet. Door de pokken en de burgeroorlog werden de Inca's verder verzwakt, zodat Francisco Pizarro de stunt van Cortés kon herhalen; hij veroverde in 1533 met een piepklein legertje het Incarijk.
Ook nadien bleven de opvolgende epidemieën van de pokken de inheemse bevolking teisteren. 60 tot 90% van de Incabevolking overleed aan de pokken en hele gebieden raakten ontvolkt. Door andere ziekten en secundaire oorzaken zoals hongersnood overleed een groot deel van de mensen die de pokken hadden overleefd. Ook verspreidde het virus zich over Noord-Amerika, waar eveneens enorme klappen vielen. Het stedelijk netwerk rond de Mississippi werd door de ziekte vernietigd voordat er ook maar een enkele Europeaan het gebied had betreden: zoveel mensen overleden dat de resterende inwoners de steden verlieten en een nomadische levensstijl aannamen. Hierdoor konden de Europeanen zich ondanks hun kleinere aantallen goed handhaven. Het gebrek aan werkkrachten was een van de factoren die leidde tot het invoeren van slaven uit Afrika om op de plantages te werken. Uiteindelijk leidde dit ertoe dat de huidige Amerikaanse bevolking voor het grootste deel ofwel van Europese, ofwel van Afrikaanse oorsprong is.
In Nederland stimuleerden de achtereenvolgende regeringen vanaf 1800 de vaccinatie van schoolkinderen en hun onderwijzers. De eerste Europese staat die een vaccinatieplicht voor pokken invoerde was het Zwitserse kanton Thurgau op 26 maart 1806, door toedoen van Sanitätsrat Jakob Christoph Scherb. Elisa Bonaparte, prinses van het Vorstendom Lucca en Piombino, volgde dit voorbeeld op 25 december 1806 (en wordt vaak ten onrechte als eerste initiatiefnemer daartoe genoemd). Zij verplichtte vaccinatie tegen pokken voor alle kinderen binnen twee maanden na geboorte en voor alle ongevaccineerde volwassenen.
Vanaf 1823 werd de vaccinatie ook in Nederland verplicht gesteld. Daardoor kwamen pokkenepidemieën vanaf het begin van de negentiende eeuw steeds minder vaak voor. Tussen eind 1870 en 1873 werd Nederland net als grote delen van de rest van de wereld getroffen door een zware pokkenuitbraak, die op landelijk niveau het leven eiste van meer dan 23.000 mensen. Als gevolg van deze epidemie werd in 1872 de Wet op de Besmettelijke Ziekten (ook wel de Epidemiewet) ingevoerd, waarmee vaccinatie verplicht werd gesteld. De allerlaatste pokkenepidemie deed zich in Nederland voor in 1951 in Tilburg.

## Symptomen

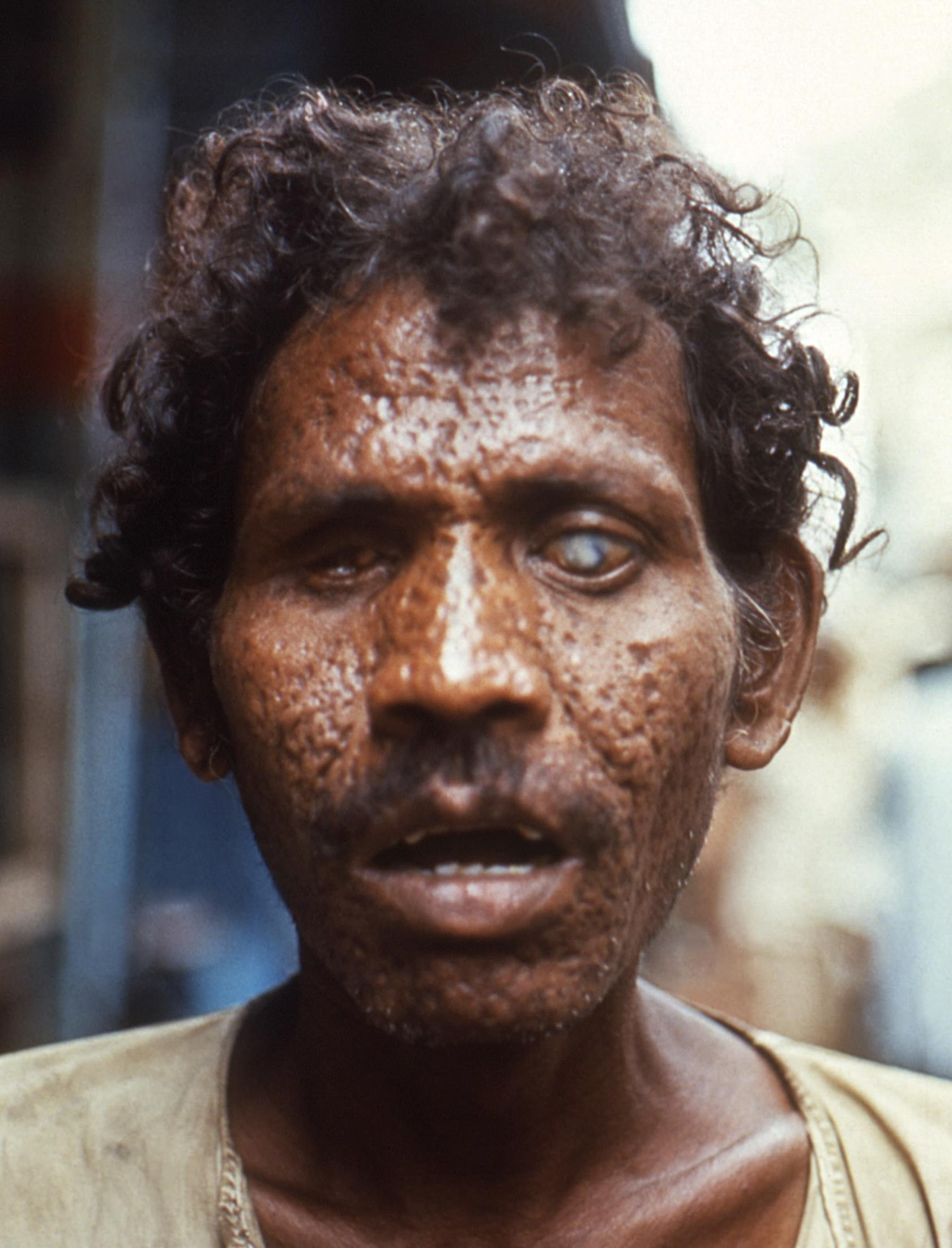
Van pokken herstelde man met littekens in het gelaat en overgehouden blindheid

Zoals eerder gezegd bestaan er twee soorten pokkenvirussen, Variola minor en Variola major. Van deze laatste vorm bestaan eveneens meerdere varianten. In de meeste gevallen was het ziekteverloop als volgt: na de besmetting migreerde het virus via de ademhalingsorganen naar de lymfeklieren, waar het zich vermenigvuldigde. In deze initiële fase drong het virus de cellen binnen, waarna na circa 12 dagen lysis plaatsvond: de geïnfecteerde cellen gingen massaal te gronde. Hierbij kwam het virus vrij in het bloed en vermenigvuldigde het zich een tweede maal, nu in het beenmerg, de milt en in de lymfeklieren. Rond dit moment werd de besmette persoon ziek. De eerste symptomen waren die van een zware griep: spier- en gewrichtspijn, vermoeidheid en hoge koorts (ten minste 38,5 graden), misselijkheid en braken. De patiënt was in deze beginfase van de ziekte het meest besmettelijk.
Na deze fase viel het virus de huidcellen aan en rond dag 12-15 ontstond uitslag, die op het voorhoofd begon en de daaropvolgende 24-36 uur het hele lichaam bedekte. Vaak ging dit gepaard met een tijdelijke verlaging van de koorts en een opleving van de patiënt. In een normaal Variola major-geval ontwikkelde de uitslag zich tot blaasjes die met een troebele pusachtige vloeistof waren gevuld. Dit was echter geen echte pus, maar vernietigd huidweefsel. De blaasjes voelden stevig aan en waren enigszins verheven ten opzichte van de huid. Soms bevatten ze een centrale inzinking die wat op een klein naveltje leek. In deze fase steeg de koorts vaak weer en voelde de patiënt zich opnieuw zieker.
De blaasjes liepen tijdens de tweede ziekteweek langzaam leeg en droogden uit, waarbij korstjes achterbleven. Deze korstjes vielen af en lieten littekens achter. De patiënt was vanaf dat moment niet meer besmettelijk en vaak ook symptoomvrij.

## Varianten en mortaliteit

### Variola minor
Variola minor werd veroorzaakt door een aan Variola major verwant virus. Het ziekteverloop was beduidend milder. De koorts was lager en de mortaliteit bedroeg minder dan 1%. De ziekte kwam minder vaak voor dan Variola major.

### Variola major- normaal type
De mortaliteit van het normale type lag rond de 10%.
Soms groeiden de blaasjes zodanig dat ze met elkaar in contact kwamen en tot grotere plakken fuseerden, waarbij grote stukken opperhuid van de lederhuid werden gescheiden. De patiënt bleef zich langer ziek voelen, ook na het verdwijnen van de uitslag. De kans op overlijden was hierbij veel groter (tot rond de 60%). Als grote stukken huid werden vernietigd, moest dit op dezelfde wijze worden behandeld als noodzakelijk is bij tweedegraads brandwonden.

### Variola major- gemodificeerd type
Gemodificeerde Variola major ontstond wanneer een reeds gevaccineerd persoon besmet raakte. Deze persoon werd weliswaar ziek, maar het ziekteverloop was veel milder. De koorts was lager en de huiduitslag minder hevig. Deze variant werd weleens verward met waterpokken of een andere onschuldige infectie, wat een fatale vergissing kon zijn. Niet voor de patiënt zelf (dit type was zelden fataal), maar voor eventuele ongevaccineerden in diens omgeving.

### Variola major- 'flat' (plat) type
Flat-type Variola major kwam meestal voor bij kinderen die besmet raakten. Door nog onbekende oorzaak ontwikkelden deze patiënten een beduidend ernstiger ziekteverloop. De eerste symptomen waren ernstiger en de koorts beduidend hoger, waarbij de patiënt toxemie ontwikkelde. Er ontstonden blaasjes die niet stevig, maar zacht aanvoelden, weinig vloeistof bevatten en inwendige bloedingen konden bevatten. Ook staken de blaasjes niet boven de huid uit, maar waren ze er min of meer in verzonken. De mortaliteit was zeer hoog: 96%.

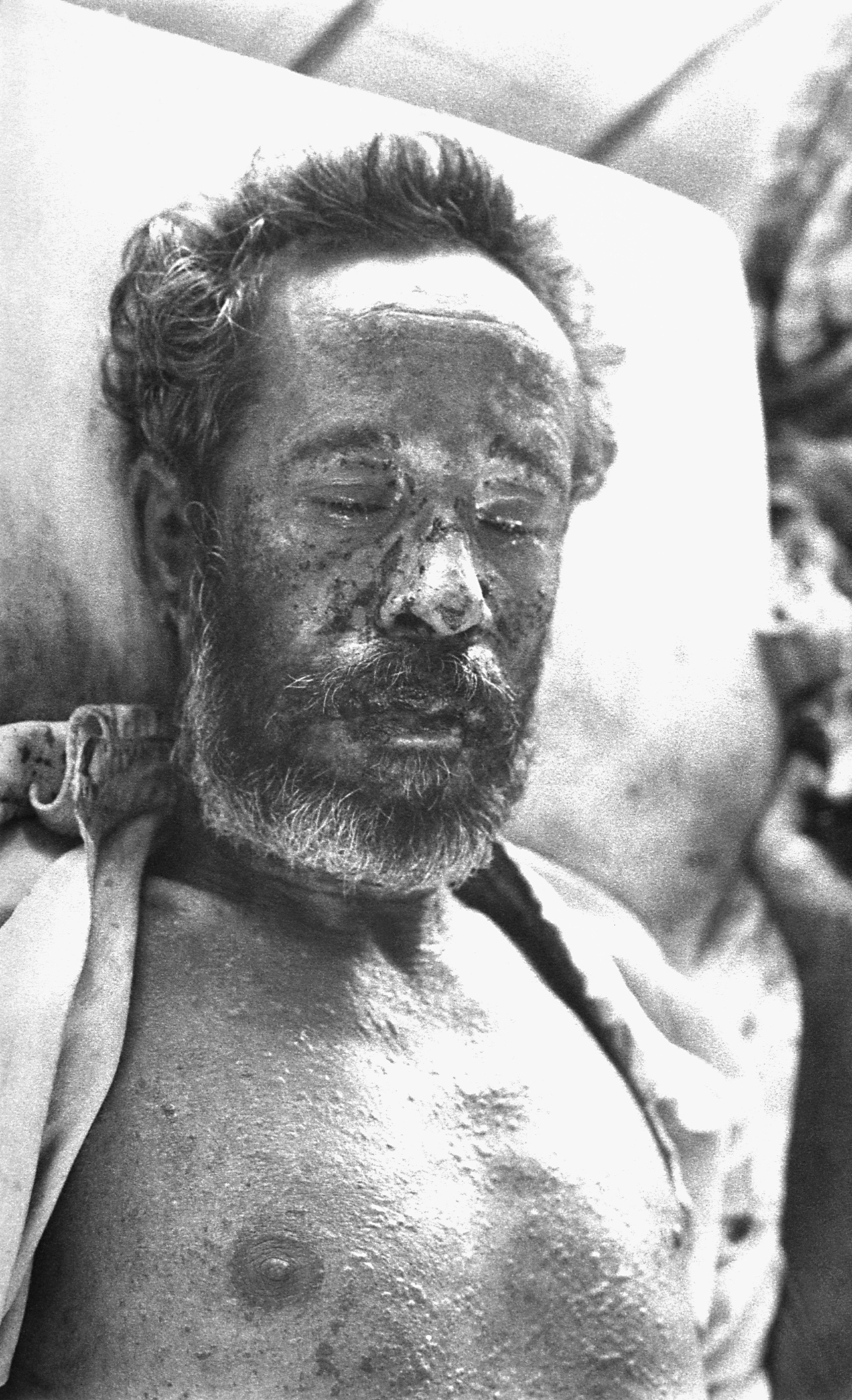
Hemorragisch type

### Variola major- hemorragisch type
Soms, in ongeveer 2% van de gevallen, ontwikkelde een patiënt de hemorragische vorm van Variola major. Er ontstonden in dat geval geen blaasjes, maar inwendige bloedingen aan de binnenkant van de huid. De huid verkleurde daardoor zwart, wat dit type de bijnaam 'zwarte pokken' heeft bezorgd. Ook verschillende andere organen gingen inwendige bloedingen vertonen, met name de milt, nieren en spieren. Ook het epicardium, de testes, de lever en de blaas konden worden aangetast. De patiënt kreeg een tekort aan bloedplaatjes, trombine en globuline. Rond de vijfde tot de zevende dag van de ziekte overleed de patiënt meestal plotseling. Trombocytopenie kon zich voordoen in een later stadium, maar de meeste patiënten haalden deze fase niet en waren al overleden. De hemorragische vorm had een mortaliteit van bijna 100%: zij was dus vrijwel altijd fataal.

## Complicaties
Een aanval van de pokken leidde soms tot complicaties. Meestal waren dit luchtweginfecties zoals bronchitis of longontsteking. In sommige gevallen raakte de huid geïnfecteerd. In deze gevallen bleef de koorts onverminderd hoog. Een andere beschreven complicatie is encefalitis. Wanneer zich blaasjes op het oog vormden kon dit tot blindheid leiden. De blaasjes lieten vrijwel altijd ontsierende littekens achter.

## Behandeling
Behandeling van de pokken was ondersteunend, er bestond geen echt geneesmiddel tegen de pokken. De enige echte behandeling tegen pokken was preventief vaccineren met het koepokkenvirus, dat maakte dat afweer werd verkregen voor het pokkenvirus. Dit is ontdekt door Edward Jenner, een Engelse arts.

## Pokken als biowapen
Tijdens de Tweede Wereldoorlog deden Japan, de Verenigde Staten en het Verenigd Koninkrijk onderzoek naar de mogelijkheden de pokken als biologisch wapen in te zetten. Tijdens de Koude Oorlog onderzochten met name de Verenigde Staten en de Sovjet-Unie de mogelijkheden hiervan. Zeker na het stoppen van de vaccinaties kon de ziekte immers in theorie grote schade aanrichten bij een niet-gevaccineerde bevolking. Keerzijde was echter dat de eigen bevolking eveneens niet gevaccineerd was.
Op het eiland Vozrozjdenija in het Aralmeer bevindt zich een oud laboratorium dat gebruikt is voor het ontwikkelen van biowapens, waaronder pokken. In de jaren zeventig zou zich al een kleine epidemie hebben voorgedaan doordat een vrouw plankton had aangeraakt dat besmet was met pokken uit het laboratorium. Door de opdroging van het meer is het eiland aan het vasteland vastgegroeid en kunnen mensen en dieren het bereiken. Hoewel er waarschijnlijk geen monsters van het pokkenvirus meer zijn, was het eiland nog vervuild met andere ziektes, met name miltvuur. Tien ondergrondse miltvuur-opslagplaatsen zijn inmiddels volledig schoongemaakt en 100-200 ton miltvuurbacterieafval is verwijderd. Het is niet duidelijk hoeveel afval op het eiland is achtergebleven. Het is waarschijnlijk dat de eilandbodem nog steeds vervuild is.
Recent zijn de pokken weer in de belangstelling gekomen als mogelijk agens voor een aanval met biologische wapens door terroristen. De vraag of de laatste culturen moeten worden vernietigd of niet, is inmiddels minder relevant omdat het waarschijnlijk binnen afzienbare tijd mogelijk zal zijn het virus te maken, ook als het nergens meer wordt bewaard.